# ドドンコ Don't worry
「ドドンコ Don't worry」（ドドンコ ドント・ウォーリー）は、日本のボーイズグループ・BOYS AND MEN研究生の楽曲で、6作目のシングル。2016年12月21日に所属事務所のインディーズレーベル・Fortune Records、発売元はテイチクエンタテインメントのレーベル・インペリアルレコード、という形でリリースされた。グループ初のメジャー流通シングルであるが、メジャー・デビューではない。2016年夏に開催された「BOYS AND MEN 研究生人気投票」によって選出された5名が歌唱メンバーとなった。

## 背景、リリース
2013年9月以降に「2期生候補生」としてBOYS AND MENに加入したメンバーは、「研究生」と呼ばれるようになっていた。2014年秋、研究生たちはBOYS AND MENの弟分グループ・BOYS AND MEN研究生として独立し、ライブ・イベント出演などの活動を始めた。2015年6月6日、Fortune Recordsからシングル「Boys Be Brave 〜1万回の勇気〜」をリリースしCDデビュー。派生ユニット結成、新メンバー加入、別グループBOYS AND MEN研究生トウキョウ（以下、「トウキョウ」と表す）の合流、などを経ながら、1年間に4作のシングルをリリースした。
2016年6月28日、翌月に5thシングル「バッシャーン!!!」をリリースすることと同時に、12月にテイチクエンタテインメントから初のメジャー流通シングルをリリースすることを発表。そのシングルのメイン楽曲を歌う選抜メンバー5名を、コンサート・ツアーの観客の投票によって選出する企画「BOYS AND MEN 研究生人気投票」を開催することが明かされた。「バッシャーン!!!」およびコンサート・ツアー、人気投票は14名（トウキョウ4名を含む）全員が参加した。人気投票開催中であった8月23日のコンサートのステージ上で、メイン楽曲のタイトルが「ドドンコ Don't worry」であること、人気投票の結果が9月19日に公開されることが発表された。
9月19日、名古屋テレビ塔下特設ステージでのライブイベントにおいて、楽曲の初披露という形でこの曲を歌う人気投票上位5名を発表。メンバーは、寺坂頼我（1位）・野々田奏（2位）・清水天規（3位）・中原聡太（4位）・松岡拳紀介（5位、トウキョウ）に決定した。21日にアートワークを公開。これらの発表と同じタイミングで、所属事務所とテイチクエンタテインメントによる公式サイトがそれぞれ新設され、情報の発信がBOYS AND MENの公式サイトから独立した。この時期から活動に参加しなくなった松尾青龍はこれらのサイトに掲載されず、メンバーは13名と公言されるようになったことで、脱退したことが示唆された。
このシングルは初のメジャー流通ではあるがメジャー・デビューではなく、2017年3月にBOYS AND MEN研究生の選抜メンバー7名で結成されたユニット祭nine.として8月16日にテイチクエンタテインメントから「嗚呼、夢神輿」でメジャー・デビュー。本作の選抜である中原・松岡を含む6人体制となったBOYS AND MEN研究生は、同月30日に7thシングル「RUN&GUuuuuN!」を再びインディーズでリリースした。

## 楽曲
BOYS AND MENと同様にCDデビュー時から楽曲プロデュースを手掛けてきたYUMIKOが、本作でも楽曲プロデュースと作詞（上間エイとの共作）を担った。YUMIKOは自身のツイッターで「調子のいい楽曲ですが、たくさんのメッセージを乗せた楽曲になりました」とコメント。寺坂は「今の僕たちの思いやメッセージが詰まっている」、中原は「AメロBメロに男らしさが溢れているけど、サビになると打って変わってわちゃわちゃ感やかわいらしい部分も見られる」、清水は「歌詞の『テッペンとどん底はいつだって紙一重』を、人気投票をやって実感した」、などとコメントしている。コーラスに高橋秀幸が参加している。

## ミュージック・ビデオ

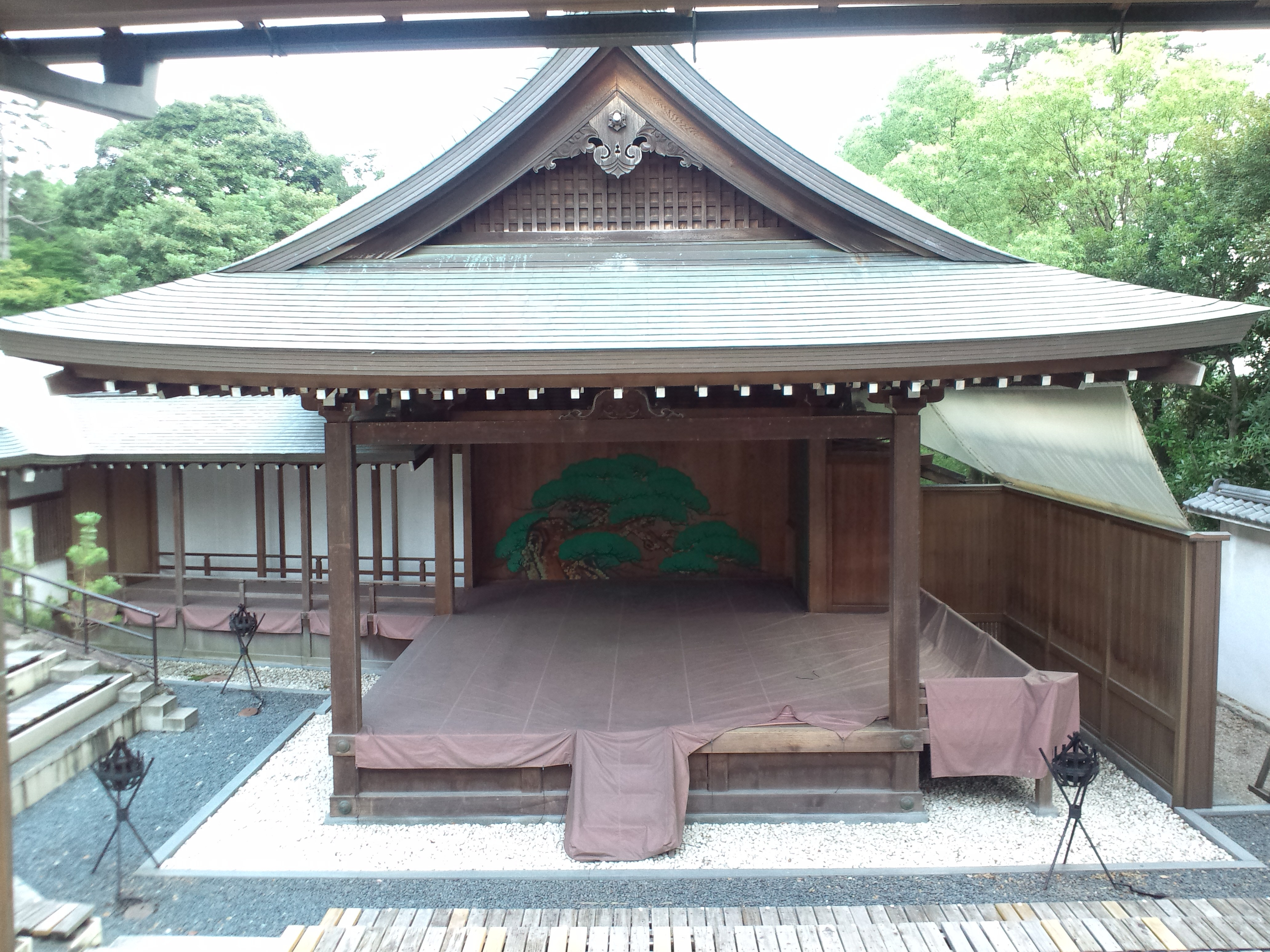
ビデオ撮影が行われた岡崎城二の丸能楽堂。

ミュージック・ビデオは、植田尚が監督を務め、愛知県岡崎市の岡崎城二の丸能楽堂とその周辺で撮影された。「自主製作映画を作る高校生」というストーリー仕立てのシーンと、能楽堂でのパフォーマンス・シーンを織り交ぜた構成である。ストーリーのパートには選抜外のメンバーも出演しているが、パフォーマンス・シーンは選抜メンバー5名のみの出演である。中原は、この選抜メンバーのメンバーカラー5色が偶然にも能楽堂の揚幕の5色と一致していた（緑〈中原〉・黄〈野々田〉・赤〈寺坂〉・白〈松岡〉・紫〈清水〉）ことに言及している。

## リリース形態
CDシングルは、パターンA・B・C・Dの4種形態でリリースされた。パターンAは、「ドドンコ Don't worry」のミュージック・ビデオとそのメイキングを収録したDVDが付属する。パターンB・C・Dのカップリングには、13名全員が参加したそれぞれ違う楽曲が収録されている。
アートワークは以下の通り。パターンAは太鼓をモチーフとしたデザイン。選抜メンバー5名には、兄貴分BOYS AND MENの学ランのような派手な学ラン衣装、通称「ドドンコ学ラン」が新調され、それを着用している。パターンB・C・Dは、それぞれのカップリングをフィーチャーしたジャケットおよびピクチャーレーベル仕様になっている。パターンDは活動の基本スタイルである「研究生学ラン」（トウキョウは「トウキョウ学ラン」）姿で、この学ラン姿でのCDジャケットは初となる。
| パターン  | カップリング               | メンバー                       | 衣装                                         |
| --------- | -------------------------- | ------------------------------ | -------------------------------------------- |
| パターンA | —                          | 寺坂・野々田・清水・中原・松岡 | ドドンコ学ラン                               |
| パターンB | 「ALIVE!」                 | 全員                           | 「ALIVE!」の楽曲テーマに合わせた軍隊服の衣装 |
| パターンC | 「ダイヤモンドファイター」 | 全員                           | パターンBと同じ                              |
| パターンD | 「そいじゃッ レベルUP⤴」   | 全員                           | 研究生学ラン                                 |

## プロモーション、ライブ・パフォーマンス
「ドドンコ Don't worry」は選抜メンバー5名による楽曲だが、プロモーション活動は13名全員で行われた。9月下旬からリリース週の12月下旬までの3か月間、活動拠点である東海地方を中心に数多くのリリースイベントを開催。東京では9月と11月にサンシャインシティで、12月に東京ドームシティでイベントを行った。
本作のリリースを記念して、JOYSOUNDの直営店「JOYSOUND名駅二丁目店」とのコラボレーション・キャンペーンを実施。期間限定で、カラオケルームの一室をBOYS AND MEN研究生のビジュアルで埋め尽くした「コラボルーム」を設けた。
12月18日（17日深夜）にメ〜テレで、台湾に赴いた寺坂・野々田・清水が本作の宣伝を賭けて様々なことにチャレンジする、という内容のバラエティ番組『Blue Hip 〜ボイメン研究生!台湾でまさかの夢チョイス』が放送された。
12月26日に名古屋・ダイアモンドホール、30日に大阪・Music Club JANUS、2017年1月8日に東京・Shibuya WWWで、ライブ『冬フェスライブ 〜バナナはおやつに入りますか? ドドンコサミット〜』を開催。Shibuya WWWの公演はニコニコ生放送で生中継で配信された。このライブでは、くじ引きによって「ドドンコ Don't worry」を歌うメンバーを決めるという企画が行われ、選抜メンバー以外が曲を歌う機会を得た。2017年1月7日に開催されたBOYS AND MENの日本武道館公演にBOYS AND MEN研究生も出演し、そこで「ドドンコ Don't worry」と「ALIVE!」を披露した。

## チャート成績
初のメジャー流通シングルであり、チャート入りも初である。オリコンでは、デイリーランキングにおいて初登場1位を獲得し、週間ランキングで3位を記録。BOYS AND MENの最初のメジャー流通シングルの順位（「ARC of Smile!」のデイリー3位、週間6位）を上回ることを目標に掲げており、それを達成する形となった。Billboard JAPAN Hot 100では、2017年1月2日付のチャートで6位にランクインした。

## シングル収録トラック

### パターンA
CD
1. 「ドドンコ Don't worry」（作詞: YUMIKO・上間エイ、作曲: 田村信二、編曲: 浦田尚克） – 4:17
2. 「ドドンコ Don't worry -instrumental-」 – 4:15

DVD
- 「ドドンコ Don't worry」 Music Video（お芝居Ver.）

### パターンB
1. 「ドドンコ Don't worry」
2. 「ALIVE!」（作詞: YUMIKO、作曲: 井上トモノリ、編曲: Yocke） – 5:24

### パターンC
1. 「ドドンコ Don't worry」
2. 「ダイヤモンドファイター」（作詞: 小久保祐希、作曲: NA.ZU.NA・小久保祐希、編曲: NA.ZU.NA） – 4:44

### パターンD
1. 「ドドンコ Don't worry」
2. 「そいじゃッ レベルUP⤴」（作詞: 三浦誠司、作曲・編曲: 白戸佑輔） – 4:32